# Hee Oh
Hee Oh (en hangul, 오희; nacida en 1969) es una matemática surcoreana que trabaja en sistemas dinámicos. Ha hecho contribuciones a la dinámica y sus conexiones con la teoría de números. Es estudiante de dinámica homogénea y ha trabajado extensamente en conteo y equidistribución para tamices de Apolonio, alfombras de Sierpinski y danzas de Schottky. Actualmente, es la Profesora Abraham Robinson de Matemáticas en la Universidad Yale.

## Carrera
Se graduó de la licenciatura en la Universidad Nacional de Seúl en 1992, y obtuvo su doctorado de la Universidad Yale en 1997 bajo el tutelaje de Gregory Margulis. Ha ocupado varios puestos como profesora en la Universidad de Princeton, el Instituto de Tecnología de California y la Universidad Brown, entre otros, antes de unirse al Departamento de Matemáticas de la Universidad Yale como la primera mujer profesora titular en Matemáticas de dicha institución. Fue elegida como vicepresidenta de la American Mathematical Society para el periodo del 1 de febrero de 2021 al 31 de enero de 2024.

## Honores
Hee Oh fue una ponente invitada en el Congreso Internacional de Matemáticos en Hyderabad en 2010, y dio una presentación conjunta en la AMS-MAA Joint Mathematics Meeting de 2012. En 2012 se convirtió en miembro inaugural de la American Mathematical Society. Desde 2010 ha servido en el consejo consultor científico del American Institute of Mathematics. En 2015 recibió el Premio Ruth Lyttle Satter de Matemáticas por sus contribuciones a la dinámica en espacios homogéneos, subgrupos discretos de los grupos de Lie y aplicaciones a la teoría de números.